# Rumini Ferrit-szigeten
A Rumini Ferrit-szigeten a Rumini (könyvsorozat) hatodik része, Berg Judit írta. Műfaja színmű. Elbeszélője a mindig barátságtalan fedélzetmester, Negró.
A Szélkirálynő legénysége most a Delej-tengerre hajózik, itt található Marcipán-sziget, ahová áruval zsúfolásig megpakolva indulnak. Váratlanul Ferrit-szigetre érkeznek, ahol a világ legfurcsább és legerősebb népe él. Testüket vaskinövések borítják, úgy festenek, mintha szépen megmunkált páncélban születtek volna. Rumininek és Csincsilinek, a ferrit király lányának most meg kell menteniük társaikat és a lány apját, akit a gonosz pillangókirálynő, Molyra, a mágnesessé tett Ferrit-hegyhez ragasztott.

## Cselekmény
|  | Alább a cselekmény részletei következnek! |

Negró bemutatja a legénységet a közönségnek, természetesen a saját véleménye szerint.
Megjelenik egy lepke, amitől Negró pánikrohamot kap. Miután elkapják a pillangót, felköltik az ájult fedélzetmestert, aki Ruminit osztja be az őrszolgálatra.
A kisegér egyedül marad. Feltűnik Rizsa és bandája, s mivel túlerőben vannak, kifosztják a hajót.
A kis egérlegényt a kapitány elűzi felelőtlensége miatt.
Bandi és Balikó egy jókora ládát cipel a fedélzetre, roskadozva annak súlya alatt.
Kiderül, hogy itt rejtőzik Rumini, s észrevétlenül eltünteti a legénység ebédjét. Mikor ez a kapitány tudtára jut, átfésülteti a hajót.
Balikó a takarítószekrényben megtalálja Ruminit, és sikerül megakadályoznia, hogy Bandi is észrevegye a matrózfiút.
A potyautas észrevesz a vízben egy lányt, és barátja segítségével kimenekíti. Mint később kiderül, ő a ferrit király lánya, Csincsili, aki elnyeri Balikó tetszését. A kapitány vállalja, hogy miután Marcipán-szigeten kitették a rakományt, hazaviszi a kisasszonyt, s Ruminit pedig a legközelebbi kikötőben hagyja.
Némi szópárbaj után a barátságtalan és harcias királylány szkanderben is legyőzi Ruminit. Balikó elszántan védelmezi Csincsilit, miközben barátja, és a lány rágalmakat szórnak egymásra.
A Szélkirálynőt pillangók támadják meg, s miután Balikó megmenti Csincsilit, őt magát rabolják el a lepkék.
Rumini és a ferrit király leánya együtt nézik Balikót a látószelencében, akivel a pillangók Molyrához, a lepkék királynőjéhez repültek. A gonosz királynő csillámporral pillangóvá változtatja, vagyis a szolgájává teszi az egérfiút. Rumini, mielőtt Negró bezárná őt és Csincsilit a kabinokba, elfordítja a kormányt, így nemsokára megérkeznek Ferrit-szigetre.
Negró beszámol a történtekről, miszerint kikötöttek Marcipán-szigeten, majd Rinya figyelmeztetésére elmeséli, hogy előbb akaratuk ellenére partra szálltak Ferrit-szigeten.
Rumini és Csincsili kivételével a legénység tanácstalanul partra száll. Ekkor megjelenik Molyra vezérpillangója, Papilla, és csillámport szór rájuk, ennek következtében lepkékké változnak. A kábult Negrón kívül a tengerészek követik Papillát. A vascsöppentő segítségével Rumini és Csincsili kiszabadulnak a kabinokból.
Csincsili és Rumini megtalálja a ferriteket. Peonza, a ferritek ellenséges hadvezérnője nehezen leplezett utálattal fogadja úrnőjét, majd miután mindenkit elaltat, a két jövevényt egy kordén Molyra barlangjához viszi.
Peonza alkut ajánl a uralkodónőnek, hogy ha odaadja neki Csincsilit, ő irányíthatja a ferriteket. Ám a beszélgetést csak nehezen tudja lebonyolítani, mivel Molyra a házikedvencével van lefoglalva, aki csillámport készít gazdájának.
Molyra a ferrit királyhoz készül, hogy rávegye az esküvőre, miközben ruháit próbálgatva, Csincsili gúnyolódásaitól kísérve. Mikor elindulnak a Ferrit-hegyre, Rumini kiszáll a kordéból, és egy kis cselezéssel kiszabadítja magát bilincseiből.
Molyra a Ferrit-hegyre érkezve előbb saját szépségével, majd zsarolással próbálja rávenni a ferrit királyt a menyegzőre, aki végül, nehogy a gonosz királynő pillangóvá változtassa a lányát, beleegyezik a házasságba.
Mikor visszaérnek Molyra barlangjába, észreveszik, hogy Rumini eltűnt. A pillangó királynő parancsára a lepkék átfésülik a szigetet, miközben úrnőjük fürdőt vesz.
Miután Rumini kiszabadítja Csincsilit az őt fogva tartó láncoktól, saját magát változtatja pillangóvá. Így fel tud repülni a halálfejes üvegért, ami a barlang tetejéről lóg alá, benne az ellenméreg. Mikor ez sikerül, hála Csincsilinek, aki fondorlattal szerzi meg az immár lepke Ruminitől az üveget, a tartalmából Ruminire és Balikóra szór.
Mikor Molyra megtudja, hogy az ellenméreg már nem az üvegben ül, teljesen kifordul magából.
Mivel sikerült leállítani a ferrit királyt fogva tartó mágnest, Rumini és Balikó kiszabadítja az uralkodót.
A ferritek népe csatába indul a pillangók ellen, majd Rumini ellenmérget szór a lepkékre, így magukénak tudhatják a győzelmet.
Az áruló Peonzát és Molyrát egy csónakba téve a tengerre bocsátják.
A király, hogy háláját kimutassa Rumininek, felajánlja neki s lánya kezét, és megígéri, hogy megteszi őt a serege kapitányává. De az egérmatróz visszautasítja ezt a nagylelkűséget, mondván, hogy neki a Szélkirálynőn a helye, s legnagyobb örömére a kapitány visszaveszi őt a hajóra.
|  | Itt a vége a cselekmény részletezésének! |

## Szereplők
- Rumini hajósinas a Szélkirálynőn
- Balikó hajósinas, Rumini legjobb barátja
- Bojtos Benedek a kapitány
- Negró a hajó fedélzetmestere
- Ajtony a hajószakács
- Cincogi doktor a hajóorvos
- Dolmányos papa a hajó ezermestere
- Sajtos Pedro az őrszem
- Dundi Bandi gyáva, de jószívű matróz
- Roland
- Brúnó
- Frici
- Fábián
- Rinya hajópapagáj
- Rizsa bandavezér
- Bumbu alvezér
- Nudli
- Csincsili a ferrit király lánya
- Ferrit király
- Peonza a ferrit király távollétében a ferritek kormányzónője
- Jojó ferrit harcos
- Molyra pillangókirálynő, szerelmes a ferrit királyba
- Papilla Molyra pillangóhadseregének vezére, egykor Csincsili udvarhölgye volt
- Hernyóca hatalmas testű hernyó, Molyra házikedvence

## Helyszínek
- Egérváros
- Ferritek tanyája
- Ferrit-hegy
- Molyra barlangja
- Marcipán-sziget